# Ерутемур
Ерутемур (монг. Ерүтөмөр, кит. 月魯帖木兒; ? — 1332) — монгольский принц из династии Юань, 3-й и последний князь Аньси. Сын Ананды (? — 1307), внук царевича Мангалы (? — 1280), правнук монгольского императора и первого императора Китая из династии Юань Хубилая.

## Биография
Его отец Ананда, князь Аньси, был убит по приказу императора Кулуга в 1307 году.
В 1323 году принц Ерутемур участвовал в убийстве 9-го великого хана Монгольской империи Гэгэн-хагана (1320—1323) вместе с главным заговорщиком Тэгши (пасынком Тэмудера) . Смерть Гэгэн-хана была известна как инцидент в Нанпо. После того как новым императором Юань стал Есун-Тэмур (1323—1328), Ерутемур был официально объявлен князем Аньси.
После смерти Есун-Тэмура в 1328 году партии противников Гэгэн-хана при дворе ослабела. На императорский престол вступил Туг-Тэмур (1328—1329), устранил лиц, участвовавших в убийстве Гэгэн-хана. Поскольку Ерутемур был одной из ключевых фигур во время инцидента в Нанпо, он был лишен своего титула и отправлен в ссылку в провинцию Юньнань по обвинению в государственной измене.
В 1332 году Ерутемур был казнен по приказу Туг-Тэмура, который обвинил его в планировании нового заговора против императора . Тажке были казнены несколько буддийских монахов, участвовавших в заговоре. Со смертью Ерутемура угасла линия рода Мангалы, третьего сына Хубилая.